# Gabriel Pujol i Regualta
Gabriel Pujol i Regualta (Palafrugell, 1909 - Sabadell, 13 de juliol de 1992) fou un ebenista i mestre català. De molt jove es traslladà a Barcelona, on compaginà feina i estudis. Va ser alumne de Pompeu Fabra i el 1937 va obtenir el títol de mestre d'ensenyament primari de la Generalitat. Al final de la Guerra Civil fou depurat pel règim franquista. Arribà a Sabadell el 1941 i exercí la docència en privat al barri de Gràcia.